# Schlankkräuselspinnen
Die Schlankkräuselspinnen (Psechridae) sind eine Familie netzbauender Spinnen aus der großen Gruppe der Wolfspinnenartigen (Lycosoidea) und umfassen 61 Arten in zwei Gattungen. (Stand: März 2016)

## Merkmale
Über die genaue Gestalt der cribellaten Schlankräusespinnen ist bislang wenig bekannt, da bei der vergleichsweise wenig erforschten Familie viele Belege fehlen und da es sich bei den Typus-Exemplaren oftmals um geschlechtsunreife Jungtiere handelte. Die Färbung ist meist wenig kontrastreich und von geringer Variation. Neben der bräunlich oder gelblichen Grundfärbung verfügen die Spinnen je nach Gattung über eine helle, recht dünne Medianlinie am Opisthosoma (Fecenia) oder über zwei benachbarte, parallel zueinander orientierte, längliche und helle Flecken. Sie verfügen über stark verlängerte Beine, deren letztes Glied biegsam ist (Scheingelenke). An ihren Tarsen befinden sich neben den Klauen stark ausgeprägte Haarbüschel, die wahrscheinlich jedoch nicht die Funktion der Setae der Zwei-Klauen-Spinnen übernehmen, sondern eher wie bei den Radnetzspinnen die Klauen beim Weben des Netzes unterstützen und sich bestens für das Leben im Netz eignen.

## Vorkommen

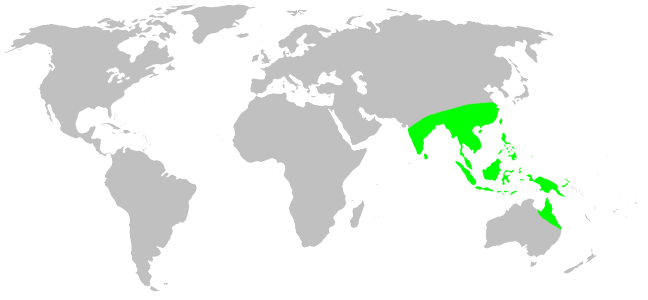
Verbreitungskarte der Psechridae

Alle Arten der Schlankkräuselspinne sind in den Regenwäldern Südostasiens anzutreffen und leben dort verdeckt. Bei der Gattung Fecenia handelt es sich um Höhlenbewohner, während die Vertreter der Gattung Psechrus in Bodennähe zwischen Baumwurzeln, Felsen, umherliegenden Steinbrocken oder unterhalb sandiger Überhänge anzutreffen sind. Offene Habitate werden von beiden Gattungen gemieden.

## Lebensweise
Im Gegensatz zu den meisten anderen angehörigen Familien der Überfamilie Wolfspinnenartige sind die Schlankkräuselspinnen keine freilaufenden Jäger, sondern stellen für den Fangzweck Netze her. Die Spinnen weben beeindruckende waagerechte Deckennetze, auf deren Unterseite sie sich, mit dem Rücken nach unten, fortbewegen. Die Netze werden meist nachts hergestellt. Als Beutetiere kommen vor allem Fluginsekten, jedoch auch laufende Gliederfüßer, die auf die Netzdecke fallen, in Frage. Durch die mit dem Cribellum hergestellten und somit äußerst effektiven Fangfäden können die Beutetiere auch wesentlich größer als die Spinne selbst ausfallen.

### Fortpflanzung
Auch das Fortpflanzungsverhalten der Schlankkräuselspinnen ist wenig erforscht. Vermutlich suchen paarungswillige Männchen die Netze von geschlechtsreifen Weibchen anhand von Pheromonen auf, dessen Netze mit solchen versehen sind. Wurde ein solches Netz von einem Männchen befunden, beginnt es durch Zupfen am Netz dem Weibchen zu signalisieren, dass es sich um einen Geschlechtspartner handelt. Vor der Kopulation kommt es zu einem Vorspiel, bei welchem das Männchen die Beine des Weibchens zärtlich streichelt. Bei der Gattung Fecenia geht diesem Vorspiel noch einem gattungsspezifischen Klopfen seitens des Männchens am Unterschlupf des Weibchens (meist ein eingerolltes Blatt) voraus. Die Kopulation findet hier Nachts in der Mündung des Unterschlupfes statt, anschließend sitzen beide Partner noch lange Zeit zusammen in dem Unterschlupf, ehe sie sich trennen. Der Paarungsprozess ist bei der Gattung Psechrus deutlich simpler; auch hier findet sie nachts statt. Die Paarung verläuft jedoch unterhalb der Gewebedecke des Netzes vom Weibchen und dauert nur wenige Sekunden. Auffälligerweise besitzen subadulte Weibchen, die lediglich noch eine Häutung zur Geschlechtsreife benötigen, besitzen eine Prä-Vulva, bzw. Prä-Egipyne in Form einer noch nicht fertig entwickelten Struktur, an der sich die Geschlechtsorgane bei dem adulten Tier befinden werden.

## Systematik
Der World Spider Catalog listet für die Psechridae aktuell 2 Gattungen und 61 Arten. (Stand: März 2016)
- Fecenia Simon, 1887
  - Fecenia cylindrata Thorell, 1895
  - Fecenia macilenta (Simon, 1885)
  - Fecenia ochracea (Doleschall, 1859)
  - Fecenia protensa Thorell, 1891
- Psechrus Thorell, 1878
  - Psechrus aluco Bayer, 2012
  - Psechrus ampullaceus Bayer, 2014
  - Psechrus ancoralis Bayer & Jäger, 2010
  - Psechrus annulatus Kulczyński, 1908
  - Psechrus antraeus Bayer & Jäger, 2010
  - Psechrus arcuatus Bayer, 2012
  - Psechrus argentatus (Doleschall, 1857)
  - Psechrus arietinus Bayer, 2014
  - Psechrus borneo Levi, 1982
  - Psechrus cebu Murphy, 1986
  - Psechrus changminae Feng et al., 2016
  - Psechrus clavis Bayer, 2012
  - Psechrus conicus Feng et al., 2016
  - Psechrus crepido Bayer, 2012
  - Psechrus decollatus Bayer, 2012
  - Psechrus demiror Bayer, 2012
  - Psechrus discoideus Feng et al., 2016
  - Psechrus elachys Bayer, 2012
  - Psechrus fuscai Bayer, 2012
  - Psechrus ghecuanus Thorell, 1897
  - Psechrus hartmanni Bayer, 2012
  - Psechrus himalayanus Simon, 1906
  - Psechrus huberi Bayer, 2014
  - Psechrus inflatus Bayer, 2012
  - Psechrus insulanus Bayer, 2014
  - Psechrus jaegeri Bayer, 2012
  - Psechrus jinggangensis Wang & Yin, 2001
  - Psechrus kenting Yoshida, 2009
  - Psechrus khammouan Jäger, 2007
  - Psechrus kinabalu Levi, 1982
  - Psechrus kunmingensis Yin, Wang & Zhang, 1985
  - Psechrus laos Bayer, 2012
  - Psechrus libelti Kulczyński, 1908
  - Psechrus luangprabang Jäger, 2007
  - Psechrus marsyandi Levi, 1982
  - Psechrus mulu Levi, 1982
  - Psechrus norops Bayer, 2012
  - Psechrus obtectus Bayer, 2012
  - Psechrus omistes Bayer, 2014
  - Psechrus pakawini Bayer, 2012
  - Psechrus quasillus Bayer, 2014
  - Psechrus rani Wang & Yin, 2001
  - Psechrus schwendingeri Bayer, 2012
  - Psechrus senoculatus Yin, Wang & Zhang, 1985
  - Psechrus sinensis Berland & Berland, 1914
  - Psechrus singaporensis Thorell, 1894
  - Psechrus spatulatus Feng et al., 2016
  - Psechrus steineri Bayer & Jäger, 2010
  - Psechrus taiwanensis Wang & Yin, 2001
  - Psechrus tauricornis Bayer, 2012
  - Psechrus tingpingensis Yin, Wang & Zhang, 1985
  - Psechrus torvus (O. Pickard-Cambridge, 1869)
  - Psechrus triangulus Yang et al., 2003
  - Psechrus ulcus Bayer, 2012
  - Psechrus vivax Bayer, 2012
  - Psechrus wade Bayer, 2014
  - Psechrus zygon Bayer, 2012